# Gary (Indiana)
Gary város az USA Indiana államában, Lake megyében. Itt született 1958-ban Michael Jackson. A város északnyugati sarkában található a Gary/Chicago nemzetközi repülőtér.

## Népesség
1906-ban Elbert Gary alapította a várost, melyet egy acélgyár köré építettek. Az Indiana állambeli Gary fénykorában 175 ezer lakossal, 45 ezer acélgyári munkással prosperáló településként működött. 1958-ban itt született az egyik acélgyári munkás, egy Joseph Jackson nevű darukezelő fiaként, Michael Jackson.
Gary az 1970-es években gyors ütemben kezdett el pusztulni, az acélipar Ázsiába települt át, az elbocsátási hullámot kilátástalanság, drog és bűnözés követte az egyre kisebb városban. Az acélváros lakásainak 20 százaléka üres, míg az irodák 50 százaléka kiadatlan, az egész Egyesült Államokat tekintve az egyik legrosszabb gyilkossági statisztikával rendelkezik.
| Lakosok száma | 15 802 | 80 294 | 69 093 |
|               | 1910   | 2010   | 2020   |